# 篠田弁慶堂薬房
篠田弁慶堂薬房（しばたべんてんどうやくぼう）は、長崎県長崎市大黒町9-27に本社を置く 医療用医薬品を中心とした医薬品卸企業であった。現在は、東邦薬品の共創未来グループの「九州東邦株式会社」に医薬品卸の営業権は移っている。

## 概要
- 代表取締役社長　篠田英夫
- 設立 1949年9月
- 資本金 500万円

## 沿革
- 設立 1949年9月

## 主な取引メーカー
- 田辺製薬
- 武田薬品
- 山之内製薬
- 明治製薬